# Tomás González Pérez
Tomás González Pérez (Santa Clara, 29 de diciembre de 1938-La Habana, 13 de abril de 2008) fue un escritor, dramaturgo, guionista, actor, director teatral, cantante, y pintor cubano.

## Biografía
Su infancia, adolescencia y parte de su juventud transcurrieron en la capital de la provincia de Las Villas (actualmente Villa Clara). Allí estudió magisterio, bachillerato, artes plásticas y actuación. 
En su juventud se dedicó al canto en cabaret, teatro y radio con su agrupación musical los Tommy Rockets. 
Al triunfo de la Revolución Cubana Tomás González fundó el Teatro Experimental de Las Villas. 
Obtuvo el Premio de Teatro Rural del Teatro Nacional de Cuba y con ello consiguió una beca para realizar estudios en el Seminario de Dramaturgia bajo la dirección del dramaturgo argentino Osvaldo Dragún. Allí fue alumno del propio director de dicha entidad, así como de la dramaturga mexicana Luisa Josefina Hernández; del director teatral uruguayo Ugo Ulive; de la musicóloga cubana Mª Teresa Linares, de los folklorólogos Isaac Barreal, Odilio Urfé, Argeliers León, Teodoro Díaz Fabelo, Rogelio Martínez Furé y Miguel Barnet; el historiador de la cultura cubana Manuel Moreno Fraginals; el novelista cubano Alejo Carpentier; el poeta y ensayista Cintio Vitier; el poeta Fernández Retamar; el dramaturgo cubano Rolando Ferrer; la profesora de literatura urugaya Irene Campodónico; la doctora de Filosofía Wuanda Garatti; el director teatral Adolfo de Luis y otros muchos profesores que por allí desfilaron.
En 1965, realizó trabajos como profesor de actuación en la danza, composición y diseño corporal en el tiempo y el espacio, en la Escuela de Danza Moderna y Folklore de la Escuela Nacional de Arte. 
Ese mismo año entró a trabajar como Dramaturgo Jefe del Departamento de Dibujos Animados del Instituto Cubano de Arte e Industria Cinematográfica (ICAIC) donde, además de realizar numerosos guiones (Osain, El Poeta y la Muñeca, La Frontera, Ebboguonú, El Elefante.). Allí impartió un Curso de Teoría Dramática. 
Durante mucho tiempo impartió Seminarios de Dramaturgia, Actuación y Diseño Corporal para los instructores de arte de toda la isla.
En 1968, fue uno de los fundadores de la imborrable experiencia teatral que fuera el Grupo Los Doce, junto a Ada Nocetti, Flora Lawten, José Antonio Rodríguez, Carlos Ruiz de la Tejera, René Ariza, Julio Gómez, Óscar Álvarez, Roberto Gacio, Roberto Cabrera, Carlos Pérez Peña, Vicente Revueltas, Aramís Delgado.
Un poco más tarde, escribió los guiones cinematográficos para los filmes: “De cierta manera”, de Sara Gómez, y “La última Cena”, de Tomás Gutiérrez Alea.
En 1984, se graduó como Licenciado en Dramaturgia y Teatrología en el Instituto Superior de Arte de Cuba, donde su tesis teatral “Delirios y Visiones de José Jacinto Milanés”, le dio la máxima clasificación y, un poco más tarde, obtuvo con esta obra el Premio de Literatura de la Unión de Escritores y Artistas de Cuba, en el género de Teatro. 
Se desempeña como Profesor Titular adjunto del Instituto Superior de Arte de Cuba, (impartió seis especialidades en Artes Escénicas, entre ellas Actuación, y Dirección Teatral,)
Después de algunos años de trabajar como cantante y compositor, regresó de nuevo al teatro con el estreno de su obra teatral “Los juegos de la trastienda” con gran éxito de público y de crítica, esta obra le valió el Premio a la Mejor Obra Teatral en un acto del Café Teatro Bertolt Brecht.
También fue Asesor Teatral del Conjunto Folklórico Nacional de Cuba. Allí mismo, durante años, tuvo la sede su Taller Permanente de Actuación Trascendente (método de actuación creado por él) en el que se impartían clases a nivel nacional e internacional y donde se formaron numerosos actores. En esa misma sede fundó su grupo teatral “Teatro 5”. 
Muchos de los actores por él formados, así como los textos escritos por él y las puestas en escena que contaron con su dirección fueron llevados, en todas las frecuencias, al Festival del Monólogo de La Habana, siendo merecedores de muchos premios. 
En 1993 fue llamado por la Escuela Internacional de Teatro de América Latina y El Caribe (EITALC), para que como pedagogo impartiera un Taller Internacional de Actuación Trascendente, en la comunidad de Machurrucutu (provincia de La Habana), dirigido a actores y directores de teatro de toda la América Latina, Estados Unidos y Europa.
En Las Palmas de Gran Canaria, realizó un Taller Internacional de Actuación Trascendente en la ciudad de Santa Mª de Guía, con el apoyo del Ayuntamiento de ese Municipio, el Patronato de Turismo del Cabildo Insular de Gran Canaria y la Dirección General de Juventud del Gobierno de Canarias.
Durante su estancia en Islas Canarias fundó una Academia Privada de Actuación. Asimismo, en Las Palmas de Gran Canaria, en el Centro Atlántico de Arte Moderno (CAAM), impartió una conferencia con el título “La teatralidad en los Orishas en el Folklore Afrocubano”.
En 1997, fue invitado al Festival Internacional de Teatro de Valladolid donde impartió un Seminario sobre Actuación Trascendente.
Luego fue invitado por la Universidad de Massachusetts “Smith College” “para impartir una serie de conferencias. 
En 2001 escribió y dirigió el espectáculo “Ritmo” que se presentó en la Bienal de flamenco de Sevilla de 2001.
Participó con sus trabajos en diversos Festivales Internacionales como lo son: el Festival de Otoño de Madrid, el Festival de Cádiz, el Festival de Agúimes, el Festival de Río, el Festival de Sao Paulo, el Festival de Portugal, el Festival de Valladolid, el Festival de Molina de Segura y otros más.
Además realizó múltiples exposiciones. Su obra ha sido comprada por importantes coleccionistas del mundo.
Falleció en abril de 2008 en La Habana, Cuba.
Entre los homenajes a raíz de su fallecimiento se encontró la publicación de un número especial de la Revista Tablas de teatro (Tablas 3- 4. La Habana, 2008.), que estuvo dedicado al reconocimiento de su quehacer artístico.

## Estudios
1954 - 1957 Pintura, dibujo y modelado en la Escuela de Artes Plásticas de Leopoldo Romañach de las Villas.

1956 – 1959 Escuela Normal para Maestro de Las Villas (Santa Clara).

1959 – 1960 Teatro Universitario de la Universidad Central de Las Villas (Santa Clara).

1960 – 1961 Seminarios de Actuación y Dirección Dramática del Teatro Nacional de Cuba (La Habana).

1961 – 1964 Seminario de Dramaturgia del Consejo Nacional de Cultura (La Habana).

1982 – 1986 Instituto Superior de  Arte. Licenciatura en Teatrología y Dramaturgia (La Habana).

## Títulos
Maestro Normalista.
Instructor de Actuación y Dirección Teatral.

Licenciatura en Arte teatral. Perfil Teatrología y Dramaturgia. ISA

## Exposiciones
- 1960 Exposición al aire libre del callejón de Lorda. Santa Clara, Las Villas. Cuba.
- 1986 Sala de Madame Corajoud. Colección privada de pintura cubana. Lausanne. Suiza.
- 1989 - 1992 Salón de la Sede del Conjunto Folclórico Nacional de Cuba, La Habana. Cuba.
- 1996 “Ancestros” Salón de Exposición del Colegio Oficial de Aparejadores y Arquitectos técnicos, Las Palmas de Gran Canaria. Islas canarias.
- 1996 “Trance” Salón de Exposición del Club de Prensa Canarias. Las Palmas de Gran Canaria. Islas Canarias.
- 1997 Sala de Exposición de Babón Bellas Artes, Las Palmas de Gran Canaria. Islas canarias.
- 1998 “Mestizaje” Centro de iniciativas de la Caja de Canarias. Las Palmas de Gran Canaria. Islas canarias.
- 2002 “Miel en cuenco. Salón de Exposición del Club de Prensa Canarias Las Palmas de Gran Canaria. Islas canarias.

## Filmografía
- Guion para el filme “De cierta manera” Directora: SARA GÓMEZ 1973

- Guion para el film “La última cena” Director:  TOMÁS GUTIÉRREZ ALEA 1976

## Guiones de Dibujos Animados
- “Osain” Director: TULIO RAGGI 1965

- “El poeta y la muñeca” Director: TULIO RAGGI 1966

- “La Frontera” Director: JESÚS DE ARMAS 1966

## Publicaciones
1. Delirios y visiones de José Jacinto Milanés (UNEAC), Premio UNEAC de Teatro José Antonio Ramos, 1987. Ediciones Unión. La Habana. 1988.
2. Los Juegos de la Trastienda. Letras Cubanas. (Repertorio Teatral, Instituto del Libro de Cuba), Cuba, 1990.
3. El gran amor es siempre el último. En Antología del Monólogo Letras Cubanas. La Habana, Cuba,1990.
4. Las tierras inéditas de la Danza Oráculo (Revista Conjunto). La Habana.
5. Giordano Bruno. En La soledad del actor de fondo. Ediciones Unión. La Habana. 1999.
6. Cuando Teodoro se Muera. En Revista Tramoya. México. Abril-junio. 2000.
7. Cachivache y la flor dorada. En Del clavel enamorado. Teatro para niños. Editorial Gente Nueva. La Habana. 2001.
8. Reflexiones después de un Festival. En Revista Tablas. La Habana. 3, 2001.
9. El oráculo del sapo viejo. Poemas de meditación Editorial Shangó, Las Palmas, 2004.
10. El breve espacio (novela) Anroart Ediciones, Las Palmas, 2004.
11. Paisaje de mujer (Poemas) Anroart Ediciones, Las Palmas, 2005.
12. Changó Bangoché. En Wanilere teatro. Letras cubanas, 2005.
13. El bello arte de ser y otras obras (El bello arte de ser, El camino del medio, La artista desconocida, El viaje en círculo, Delirios y visiones de José Jacinto Milanés.) Letras cubanas. La Habana. 2005
14. La boca. En Revista Tablas 3- 4. La Habana, 2008.

## Obras Teatrales Premiadas
El camarada. Premio de Teatro Rural del Teatro Nacional de Cuba. 1960

La viuda en desabillé. Mención del Concurso Nacional de Teatro del Consejo Nacional de Cultura. 1963

Delirios y visiones de José Jacinto Milanés. Premio de la Unión de Escritores y Artistas de Cuba, 1987. Publicada por Ediciones UNIÓN, 1988, Cuba.

La artista desconocida. Mención del I Festival Nacional del Monólogo. La Habana, 1988.

Los juegos de la trastienda. Premio a la Mejor Obra en un Acto del Café Teatro Bertolt  Brecht de 1990. Publicada por Letras Cubanas, 1990. Cuba.

Me dio una lástima. Premio Segismundo al Mejor Texto del III Festival Nacional del Monólogo de 1990.

Cuando Teodoro se muera. Premio Segismundo de Actuación del V Festival  Nacional del Monólogo de 1992.

Los globos. Premio Segismundo de actuación del V Festival Nacional del Monólogo de 1992.

Giordano Bruno. Premio al Mejor Texto de la Unión de Periodistas de Cuba.1993

Gaviota. Premio Nacional de la Crítica y Premio Segismundo de Actuación del VII Festival Nacional del Monólogo de 1994.

## Relación de Obras Teatrales
(Nombre de la obra.         Lugar de estreno.      Fecha)
1. El lazo o el estorbo. Escuela Nacional para Maestros de  Las Villas. Santa Clara, 1958.
2. El Trapo sobre el muro. Teatro La Caridad. Santa Clara, Las Villas, 1960.
3. El monstruo. Teatro La Caridad. Santa Clara, Las Villas, 1960.
4. Eclipse y tú lo sabes.Teatro del Regimiento Leoncio Vidal. Santa Clara, Las Villas, 1961.
5. La Declaración de  La Habana. Estadium de Boxeo de Santa Clara, Las Villas,1961.
6. El Camarada. Mov. de Aficionados de Oriente, 1961.
7. Yago tiene feeling. Teatro de las Máscaras. La Habana, 1962.
8. Escambray 61. Brigadas de Teatro “Francisco Covarrubias”. Habana, 1963.
9. La viuda en desabillé. NO ESTRENADA. Premio del Consejo de Cultura. La Habana, 1963.
10. Oshún Panchágara. NO ESTRENADA. La Habana, 1963.
11. El “che” suicidio. Sala Tespis. La Habana.1964
12. El amalá. Escuela Nacional de Danza Moderna y Folklore. ENA. Habana, 1965
13. Y el trabajo también creó a la mujer. Cinódromo de Marianao. Habana, 1965.
14. La mulata calva. NO ESTRENADA. La Habana, 1965.
15. Agamenón de Santa Clara. NO ESTRENADA. La Habana, 1966.
16. Hay solución. Teatro Martí. La Habana, 1972.
17. Hamlet. (Versión).Teatro Mella. La Habana, 1973.
18. Palenque Malola. Cabaret del H. Internacional de Varadero. Matanzas, 1974.
19. El bello arte de ser. NO ESTRENADA. La Habana, 1980.
20. Lola a la pelota. Teatro Karl Marx. Miramar. Habana, 1982.
21. Es Lulú. NO ESTRENADA. La Habana, 1983.
22. Shangó Bangoshé. NO ESTRENADA. La Habana, 1984.
23. Los Juegos de la trastienda. Casa de Comedias. Grupo Anaquillé. Habana Vieja.	La Habana, 1985.
24. Buenas Noches José	Milián I. Casa de Comedias. Grupo Anaquillé. Habana Vieja.	La Habana, 1986.
25. La otra tarde. Casa de Comedias. Grupo Anaquillé. Habana Vieja.	La Habana, 1986.
26. Buenas Noches, José 	Milián II. Casa de Comedias. Grupo Anaquillé. Habana Vieja.  La Habana, 1987.
27. Delirios y visiones de José Jacinto Milanés. NO ESTRENADA. La Habana, 1987.
28. La artista desconocida. Café Teatro Bertolt Brecht. Habana,1988.
29. Mamá, yo soy Fred Astaire. Café Teatro Bertolt Brecht. Habana, 1989.
30. La profesión de EvaCafé Teatro Bertolt Brecht. Habana, 1989
31. Al paso del cometa. Café Teatro Bertolt Brecht. Habana, 1989.
32. Memorandun. Café Teatro Bertolt Brecht. Habana, 1989.
33. Camerino. NO ESTRENADA. La Habana, 1989.
34. Me dio una lástima. Café Teatro Bertolt Brecht. Habana, 1990.
35. Erotomanía. Café Teatro Bertolt Brecht. Habana, 1990.
36. Otra vez Hamlet. Café Teatro Bertolt Brecht. Habana, 1990.
37. La noche de María Bethania. Café Teatro Bertolt Brecht. Habana, 1990.
38. Tras la puerta. Café Teatro Bertolt Brecht. Habana, 1990.
39. Cómo mantener un hombre en casa. Café Teatro Bertolt Brecht. Habana, 1990.
40. El discurso de Oba. Café Teatro Bertolt Brecht. Habana, 1990.
41. Los globos. Café Teatro Bertolt Brecht. Habana, 1991.
42. Giordano Bruno. Café Teatro Bertolt Brecht. Habana, 1991.
43. La visitación. Café Teatro Bertolt Brecht. Habana, 1991.
44. El gran amor es siempre el último.	Café Teatro Bertolt Brecht. Habana, 1991.
45. La antifeminista. Café Teatro Bertolt Brecht. Habana, 1991.
46. Entre cola y cola. Café Teatro Bertolt Brecht. Habana, 1991.
47. Irete Ansa. T. Mella. Jueves de Folklore. Habana, 1991.
48. De cómo el caballo perdió su libertad. T. Mella. Jueves de Folklore. Habana, 1991.
49. Odi Meyi. T. Mella. Jueves de Folklore. Habana, 1991.
50. Danza Oráculo. Lobby del Teatro Mella. La Habana, 1991.
51. Ancestro Clásico. Café Teatro Bertolt Brecht. Habana, 1992.
52. Cuando Teodoro se muera	Café Teatro Bertolt Brecht. Habana, 1992.
53. Las bodas de Electra.		Café Teatro Bertolt Brecht. Habana, 1992.
54. Agamenón. Café Teatro Bertolt Brecht. Habana, 1992.
55. Clitemnestra. Café Teatro Bertolt Brecht. Habana, 1992.
56. Casandra. Café Teatro Bertolt Brecht. Habana, 1992.
57. Antes de soltar el pajarito. Café Teatro Bertolt Brecht. Habana, 1992.
58. El color que todos deseamos. Café Teatro Bertolt Brecht. Habana, 1992.
59. Las cuitas de Juana del Santo Oficio. Café Teatro Bertolt Brecht. Habana, 1992.
60. Los juegos de Electra. Café Teatro Bertolt Brecht. Habana, 1992.
61. Caronte.	 Café Teatro Bertolt Brecht. Habana, 1992.
62. Felicia Sandoval.  Café Teatro Bertolt Brecht. Habana, 1992.
63. Mitos. Teatro Mella. Conjunto Folklórico Nacional de Cuba. Habana, 1992.
64. El camino del medio. NO ESTRENADA. La Habana, 1993.
65. El rescate de Shangó.	NO ESTRENADA. La Habana, 1993.
66. Gaviota.	Teatro Mella. Danza Abierta.  La Habana, 1993.
67. Parábolas de esperanza. NO ESTRENADA. La Habana, 1994.
68. Parodia. Café Teatro Bertolt Brecht. La Habana, 1994.
69. Oyeunque. Café Teatro Bertolt Brecht. La Habana, 1994.
70. Misericordia, la chamana. NO ESTRENADA. La Habana, 1994.
71. El viaje en círculo. NO ESTRENADA. La Habana, 1995.
72. El poeta y el auriga. NO ESTRENADA. Gran Canaria, 1996.
73. Concertino.  NO ESTRENADA. Gran Canaria, 1997.
74. Yago, el chivo expiatorio. NO ESTRENADA. Gran Canaria, 1997.
75. Yago, un instrumento del amor. NO ESTRENADA. Gran Canaria, 1997.